# Lill-Oxsjön (Torps socken, Medelpad, 691659-151429)
Lill-Oxsjön är en sjö i Ånge kommun i Medelpad och ingår i Delångersåns huvudavrinningsområde. Sjön har en area på 0,22 kvadratkilometer och ligger 385,1 meter över havet. Sjön avvattnas av vattendraget Oxsjöån.

## Delavrinningsområde
Lill-Oxsjön ingår i det delavrinningsområde (691646-151364) som SMHI kallar för Inloppet i Oxsjön. Medelhöjden är 416 meter över havet och ytan är 1,99 kvadratkilometer. Det finns inga avrinningsområden uppströms utan avrinningsområdet är högsta punkten. Oxsjöån som avvattnar avrinningsområdet har biflödesordning 2, vilket innebär att vattnet flödar genom totalt 2 vattendrag innan det når havet efter 146 kilometer. Avrinningsområdet består mestadels av skog (72 procent). Avrinningsområdet har 0,22 kvadratkilometer vattenytor vilket ger det en sjöprocent på 11,1 procent.